# 胡氏華
佐天仁皇后（越南语：／，1791年11月30日—1807年6月28日），名胡氏华（越南语：／），嘉隆帝賜名胡氏實（越南语：／），阮朝明命帝的元配，绍治帝的母亲。

## 生平
胡氏華是邊和鎮福隆縣平安總靈沼西村（今胡志明市守德郡靈沼坊）人，景興五十二年十一月初五日（1791年11月30日）出生。父親是福國公胡文盃，母親是福國夫人黃氏。嘉隆五年（1806年），胡氏華被嘉隆帝阮福映和順天高皇后陳氏璫選中，賜給第四子阮福膽為正室。胡氏華婚後謹守禮節，克盡孝道，深受阮福映和陳氏璫的喜愛，嘉隆帝特賜“實”字為胡氏華命名。
嘉隆六年五月十一日（1807年6月16日），胡氏華生下一子，是為绍治帝。但十三天後的五月二十三日（6月28日）就去世了，壽十七歲。
明命二年（1821年）六月，明命帝追封她为昭儀（越南语：／），諡順德。明命十七年（1836年）五月，晉贈為一階宸妃（越南语：／），仍諡順德。紹治元年（1841年）四月，绍治帝追谥其为佐天儷聖端正恭和篤慶慈徽明賢順德仁皇后（越南语：／）。

## 冊文
明命二年（1821年），昭儀冊文：
禮乃理之宜然，賜諡賁彰古典；恩亦義之所在，追褒載侈隆儀。允協穀時，煥頒芝綍。睠惟選侍胡氏，簪紳令閥，琬琰清標，莊閑雅奉，於閨儀勳，無違節令，淑夙徵於潛邸，綽有遺徽，熊占協吉，恩寵方隆，蟻夢乍酲，天年遽嗇，緬懷逝者，深有惻然，特命使臣齎銀冊，贈為昭儀，諡順德。尚其服此徽章，式欽成命。用慰瓊瑤之懿，永膺華袞之榮。
明命十七年（1836年），宸妃冊文：
聖人因人情而制禮，惇庸自有常經。王者隆厚道，以推恩褒表，式彰異數，穀時亶協，芝綍孔敡。睠惟原贈昭儀胡氏，軒棨名門，瓊瑤秀質，佩閨箴於潛邸，珩瑀揚徽，鐘茂廕于芳枝。麟螽衍慶，久閟金鈿之彩，尚留彤管之香。撫年前恩，恪有加贈。典永孚於苾祀。肆今日宮階初定，榮名庸賁於潛馨，再舉彝章，用均渥澤。茲特晉爾為宸妃，仍諡順德。尚其恪欽寵命，祇受徽稱，一字袞華，増賁重泉之爽；千秋肸蠁，長留奕葉之光。
紹治元年（1841年），皇后冊文：
資生參乎資始，而天道成；合親推以合尊，而人道備。故資父以事母，本地以配天，廟制之義，同孝子之心一也。欽惟皇妣順德宸妃陛下，含章應地，履順承天，勳臣之後，亶協福徵，惟德之行，早孚篤眷。奉皇考聖祖仁皇帝在潛邸時，皇祖有命，文定厥祥，京室來嬪，茂基始化。默贊維新之景命；先符利見之德元。其蘊於心也，端以一志正以守恆；其發於外也，恭而有儀和而理義。肇慶源于光大，厥後克昌；裕慈廕于含弘，與仁同體。徽音克嗣，聖慈素諒其孝心；壼教久虛，皇考追思其懿行。上天孚鑒，景貺允膺。嗣廟鼎新，發明馨于於穆；妃階晉贈，表賢譽于永貞。積久而徵，合坤之至順；流行不息，配乾之無疆。厚德流光名必歸，聖志先定終而顯。臣承事尊廟，永懷始生。禮有追崇，念存表顯。以恩則尊親兼至，以義則中外一辭。迺先奏達慈壽宮，欽奉聖祖母仁宣慈慶太皇太后諭旨，謹用涓吉，請命列廟几筵，親率尊人府文武臣工，恭奉金冊金寶，追上尊諡曰佐天儷聖端正恭和篤慶慈徽明賢順德仁皇后。伏惟光正鴻稱，丕端懿範。彰假有廟，齊伸右饗于億年；長發其祥，協錫繁禧于萬世。